# Vine Deloria Jr.
Vine Deloria Jr. (ur. 26 marca 1933, zm. 13 listopada 2005) – profesor teologii i prawa, amerykański naukowiec i działacz społeczny, historyk, filozof, adwokat praw amerykańskich Indian, znany pisarz i publicysta. Z pochodzenia Indianin z plemienia Siuksów (Lakota). Specjalizował się w kwestiach tubylczych praw traktatowych, suwerenności plemiennych narodów i pierwotnych religii Indian Ameryki Północnej. Głosił potrzebę większego szacunku i zrozumienia dla tradycyjnej wiedzy ludów pierwotnych i indiańskich sposobów widzenia świata, wypowiadał się krytycznie o relacjach władz USA i świata nauki z tubylczymi Amerykanami. Jeden z najbardziej znanych współczesnych Siuksów i najbardziej cenionych tubylczych intelektualistów Ameryki Płn.

## Życiorys
Urodzony w Martin w Dakocie Pd. w rodzinie wodzów i duchownych z plemienia Siuksów, miał pójść w ślady ojca – protestanckiego duchownego. W młodości uznał jednak, że – będąc członkiem plemienia Siuksów z rezerwatu Standing Rock – więcej zdziała dla dobra Indian jako prawnik, niż jako duchowny. Po ukończeniu studiów teologicznych na Iowa State University (1963) – jeszcze jako student prawa – został działaczem indiańskiego ruchu Red Power i dyrektorem wykonawczym Krajowego Kongresu Indian Amerykańskich (NCAI, 1964-1967), a następnie współzałożycielem i dyrektorem Fundacji Prawnej Tubylczych Amerykanów (NARF, 1970). W 1970 ukończył prawo na University of Colorado i po okupacji Wounded Knee w rezerwacie Pine Ridge (1973) bronił m.in. przywódców Ruchu Indian Amerykańskich (AIM). Zabiegał też o przestrzeganie tradycyjnych praw rybackich Indian z Wybrzeża Północno-Zachodniego USA i o zwrot indiańskim plemionom tubylczych zabytków i szczątków ludzkich przechowywanych w amerykańskich muzeach.
Przez blisko pół wieku był ekspertem, badaczem i wykładowcą na wielu uniwersytetach (wiele lat na University of Arizona (1978-90), do emerytury w 2000 roku na University of Colorado w Boulder). Był wielokrotnie nagradzanym autorem ponad 20 książek (w tym bestsellera Custer Died for Your Sins, uhonorowanego w 1969 Nagrodą Pulitzera) oraz znanym i cenionym – choć zarazem prowokującym i często kontrowersyjnym – publicystą. Był m.in. członkiem zarządu nowojorskiego Muzeum Amerykańskich Indian (od 1977), członkiem rady Narodowego Muzeum Indian Amerykańskich (NMAI, otwartego 21 września 2004 w Waszyngtonie) i aktywnym członkiem wielu innych organizacji działających na rzecz Indian.
Jego poglądy, wizje i publikacje wywierały przez całą drugą połowę XX w. znaczący i pozytywny wpływ na opinię społeczną o prawach, historii, kulturze i osiągnięciach Indian oraz na politykę władz federalnych i stanowych USA wobec tubylczych Amerykanów (w tym na treść ustawy o wolności religijnej Indian amerykańskich (AIRFA, 1978), ustawy o samorządności Indian (1988), ustawy o ochronie i repatriacji grobów tubylczych Amerykanów (NAGPRA, 1990). Był jednym z najbardziej znanych i szanowanych Indian XX w., jednym z najwybitniejszych współczesnych intelektualistów Ameryki Północnej, porównywanym z Martinem Lutherem Kingiem i nazywanym "papieżem amerykańskich Indian".
Mimo swej pomnikowej roli "głosu współczesnych Indian" umiał zachować skromność, umiar i poczucie humoru. Uwielbiał muzykę country & western, w weekendy pasjonował się meczami koszykówki, dużo palił. Od lat chorował na serce. Przed śmiercią w swoim domu w Golden, w stanie Kolorado pozostawił żonie Barbarze niemal gotowe do druku maszynopisy książek o tak różnej tematyce, jak filozofia Carla Gustava Junga, historia i kultura Siuksów oraz możliwości tradycyjnej indiańskiej medycyny.
Jego najstarszy syn, Philip Deloria, jest znanym indiańskim działaczem, naukowcem i twórcą, profesorem historii i studiów amerykańskich na University of Michigan w Ann Arbor, autorem książek Playing Indian oraz Indians in Unexpected Places.